# Oeteldonkse Parade
De Oeteldonkse Parade is een club van ongeveer 180 vrijwilligers die carnaval in verzorgings- en verpleeghuizen verzorgt in 's-Hertogenbosch.
Het initiatief is in 2003 gestart. De directie van de verschillende verpleeghuizen vraagt jaarlijks of de club het carnaval in de huizen kan verzorgen. In 2007 waren het er acht verzorgings- en verpleeghuizen. De verwachting en wens van de club, is dat dit aantal de komende jaren gaat groeien.
De voorstellingen worden nog voor het echte Carnaval gehouden. De voorstellingen duren meestal zo rond de anderhalf uur. Tijdens de show zijn er sketches, wordt er muziek gemaakt en is er een Oetelquiz.